# تصميم المنتجات
يعرف تصميم المنتجات على أنه عملية إيجاد فكرة من أجل إنتاج منتج ما، تطوير المبدأ واختبار وتصنيع هذا المنتج. يجب على المهندس المصمم اتباع نظام محدد في التصميم. إن عملية التصميم بحد ذاتها هي عملية تكرارية، يتم فيها تكرار الخطوات في كل مرة من أجل تحسين تصميم المنتج في كل مرة يتم فيها إعادة التصميم. يطلق اسم النموذج الأولي prototypes على التصاميم التي يتم إنتاجها للمنتج أثناء عملية التصميم قبل الحصول على المنتج النهائية. في المجال الصناعي يكون هناك تشابه كبير بين تصميم المنتجات والتصميم الصناعي، لكن تصميم المنتجات أعم استخداماً من التصميم الصناعي لأن المنتج ليس بالضرورة أن يكون منتجاً صناعياً بل من الممكن أن يتعدى ذلك لأن يشمل الخدمات.

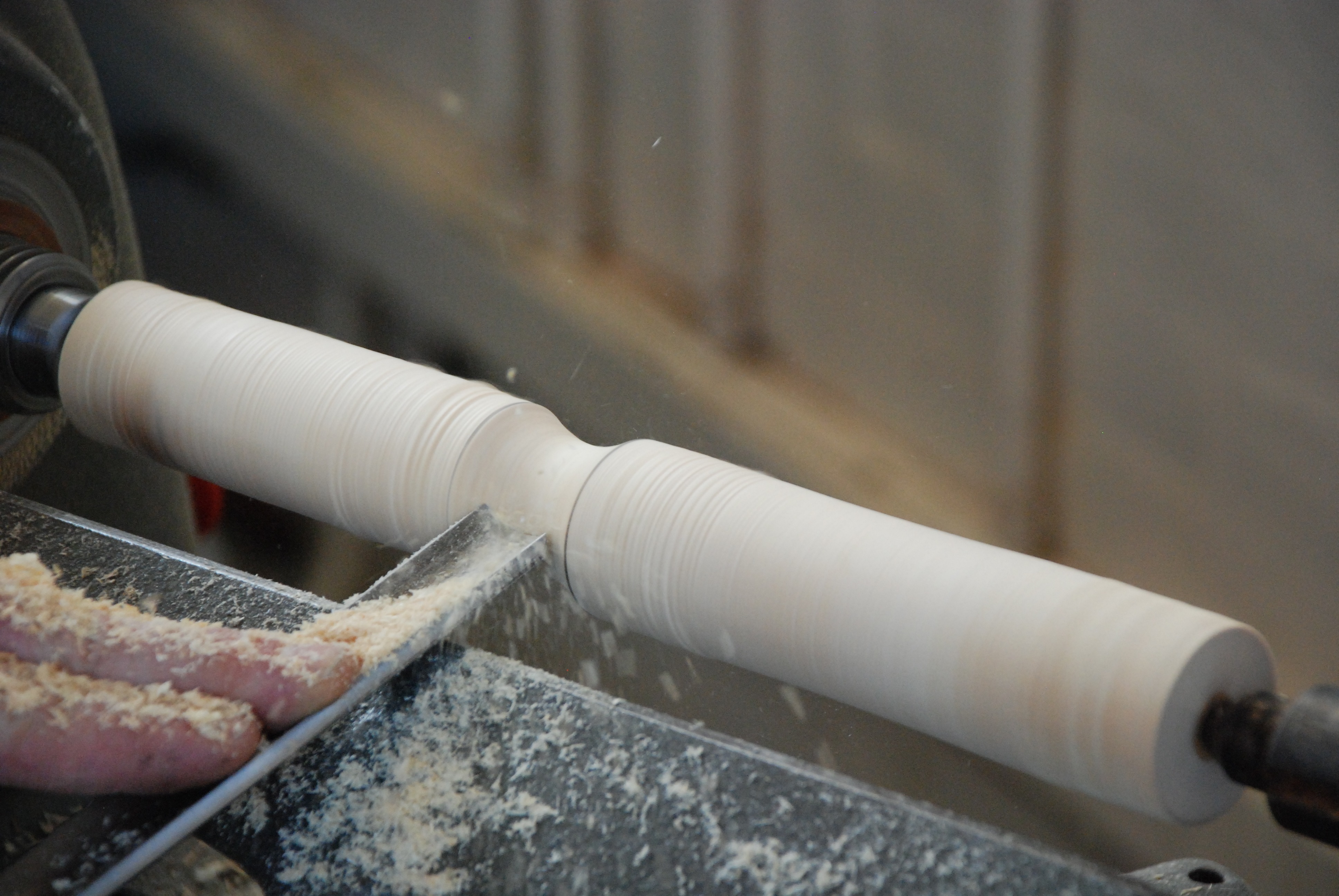

ان تصميم المنتج عبارة عن عمل متعدد الوظائف، يعتمد على المعرفة، أصبح ذا أهمية متزايدة في بيئة اليوم السريعة التنافسية العالمية. يعد تصميم المنتج عاملاً حاسماً في النجاح التنظيمي لأنه يحدد خصائص وأداء الخدمة أو الجودة التي يطلبها المستهلكون.  وهو نشاط استراتيجي رئيسي في العديد من الشركات لأن المنتجات الجديدة تساهم بشكل كبير في المبيعات. عندما تكون الشركات قادرة على تطوير منتجات مميزة، فإن لديها فرص للتحكم في الأسعار المميزة. الهدف من تصميم المنتج هو إنشاء سلعة أو خدمة عالية الجودة بتكلفة مقبولة وفي غضون فترة زمنية معقولة. يجب أن يتم إنتاج المنتج باستخدام مواد وطرق عالية الجودة ومنخفضة التكلفة. يجب أن يتم إنتاجه على معدات ستكون متوفرة أو متاحة عندما يبدأ الإنتاج. يجب أن يكون المنتج الناتج منافسًا أو أفضل من المنتجات المماثلة في السوق من حيث الجودة والمظهر والأداء وعمر الخدمة والسعر.

## نظرة عامة على عملية التصميم المنتج[3]
يمكن تقليل وقت تصميم المنتج باستخدام نهج الفريق والمشاركة المبكرة للمشاركين الرئيسيين بما في ذلك التسويق والبحث والتطوير والهندسة والعمليات والموردين. المشاركة في وقت مبكر هو نهج لإدارة الأفراد والعمليات. وهو ينطوي على الاستثمار في الوقت المناسب الذي يسهل تحديد وحل المشاكل أسفل المجرى التي من شأنها أن تزيد من ذلك تكاليف تصميم وإنتاج المنتج، وتخفيض الجودة، وتأخير إدخال المنتج.
يكتشف المنافسون القائمون على الوقت أن تقليل وقت تصميم المنتج يحسّن إنتاجية فرق تصميم المنتجات. لتقليل الوقت، تقوم الشركات بإعادة تنظيم تصميم المنتج من عملية «عبر الجدار» إلى عملية متزامنة تعتمد على الفريق. تعني عبارة «عبر الجدار» أن تستمر بالتتابع مع التبادل المحدود للمعلومات والأفكار. عند استخدام هذا النهج، غالباً ما يتم اكتشاف المشاكل في وقت متأخر لأن المشاركين في المرحلة المتأخرة يتم استبعادهم من القرارات التي يتم اتخاذها في وقت مبكر من العملية. ونتيجة لذلك، يتم اتخاذ قرارات سيئة في كثير من الأحيان.
تصميم المنتج هو عملية كثيفة العمالة تتطلب مساهمة من أخصائيين مدربين تدريباً عالياً. باستخدام فرق من المتخصصين، يتم تحسين الاتصالات، ويتم تقليل وقت الانتظار بين القرارات، وتحسين الإنتاجية. يجعل المشاركون في هذه العملية المستندة إلى الفريق قرارات أفضل بشكل أسرع لأنهم يبنون قاعدة معارف مشتركة تعزز التعلم وتسهل عملية صنع القرار. من خلال تبادل أنشطة التنمية، يمكن اتخاذ قرارات التصميم التي تنطوي على الاعتماد المتبادل بين المتخصصين بسرعة أكبر وأكثر فعالية. هذه العملية المعاد تنظيمها تخلق استجابة في الوقت المناسب لاحتياجات المستهلكين، وعملية تصميم منتجات أكثر فعالية من حيث التكلفة، ومنتجات عالية الجودة بأسعار في متناول الجميع.
هناك العديد من الأسباب التي تجعل المشاركة المبكرة والأنشطة المتزامنة تحقق هذه التحسينات. أولاً، يتحول تصميم المنتج من التسلسل، مع حلقات ردود الفعل التي تحدث كلما واجهت مشكلة، إلى المتزامنة، حيث يتم التعرف على المشاكل في وقت مبكر وحلها. القدرة على تداخل الأنشطة يقلل من وقت تصميم المنتج. ثانياً، عندما يعمل فريق من المتخصصين الفنيين بشكل متزامن على تصميم المنتج، يتعلم المشاركون من بعضهم البعض وتتوسع قاعدة معارفهم. فالناس أكثر قدرة على توقع الصراعات ويمكنهم التوصل إلى حلول بسهولة أكبر. ونتيجة لذلك، يجب أن يتراجع الوقت الذي يستغرقه إكمال النشاط. ثالثًا، ينتج عن التغييرات الأقل في وقت لاحق في العملية تصميم منتجات أسرع وأقل تكلفة. عندما يتم اكتشاف المشاكل في وقت متأخر، فإنها تأخذ المزيد من الوقت والمال لحلها.
يتطلب تصميم المنتج خبرة ومهارات اتخاذ القرار في جميع أجزاء المنظمة. التسويق، والهندسة، والعمليات، والتمويل، والمحاسبة، ونظم المعلومات كلها لها أدوار مهمة. يتمثل دور التسويق في تقييم احتياجات المستهلكين وتحديد التأثير المحتمل للضغط التنافسي وقياس البيئة الخارجية. يتمثل دور الهندسة في تشكيل المنتج من خلال التصميم، وتحديد العملية التي سيصنع بها المنتج، والنظر في التفاعل بين المنتج والشعب. يتمثل دور العمليات في ضمان إنتاج المنتج على نطاق واسع. دور التمويل هو وضع خطط لزيادة رأس المال لدعم المنتج في الإنتاج على نطاق واسع وللمساعدة في تقييم إمكانات الربح للمنتج. نظم المحاسبة والمعلومات توفر الوصول إلى المعلومات اللازمة لاتخاذ القرارات. وبالتالي، فإن العمل الجماعي المتداخل ومشاركة المعرفة هما مفتاح النجاح.

## الاهميّة المتزايدة في تصميم المنتجات
يعد تصميم المنتجات أكثر أهمية من أي وقت مضى لأن المستهلكون يطالبون بمنتجات أكثر تنوعًا ويتوجّهون بسرعة أكبر إلى المنتجات ذات التكنولوجيا الحديثة. إن لتنوع أكبر للمنتجات ودورات حياة أقصر للمنتج تأثير مضاعف على عدد المنتجات الجديدة والمنتجات المشتقة التي يجب تصميمها. على سبيل المثال، قبل بضع سنوات فقط، ربما تكون الشركة قد أنتجت أربعة منتجات مختلفة، وقد يكون لكل منتج دورة حياة لمدة عشر سنوات. في هذه الحالة، يجب على الشركة تصميم أربعة منتجات جديدة كل عشر سنوات. اليوم، من أجل أن تكون قادرة على المنافسة، قد تنتج هذه الشركة ثمانية منتجات مختلفة مع دورة حياة خمس سنوات فقط؛ يجب أن تقدم هذه الشركة ثمانية منتجات جديدة في غضون خمس سنوات. ويمثل ذلك ستة عشر منتجًا جديدًا خلال عشر سنوات أو منتج واحد كل سبعة أشهر ونصف. في هذه البيئة السريعة الإيقاع، يتوقف تصميم المنتج عن كونه نشاطًا مخصصًا ومتقطعًا ويصبح إجراءً اعتياديًا وروتينيًا. بالنسبة للمؤسسة، فإن التأخير، والمشاكل، والارتباك في تصميم المنتجات يتحول من كونها مصدر إزعاج إلى كونها تهديد للعمل.

## أنواع تصميم المنتج[4]

### الطلب-سحب الابتكار
الطلب - يحدث السحب عندما يستفيد تصميم المنتج مباشرةً من فرصة في السوق. يعمل تصميم جديد على حل مشكلة تصميم موجودة بالفعل. يحدث هذا إما من خلال منتج جديد أو شكل آخر من المنتجات الحالية.

### اختراع - دفع الابتكار
يحدث هذا الابتكار مع تقدم في التكنولوجيا أو الذكاء. هذا مدفوع من خلال البحث أو تصميم منتج جديد مبتكر.

## الاتجاهات في تصميم المنتج
يحتاج مصممو المنتجات إلى النظر في جميع التفاصيل: الطرق التي يستخدمها الأشخاص ويسيئون استخدام الأشياء، والمنتجات المعيبة، والأخطاء في عملية التصميم، والطرق المرغوبة التي يرغب الناس في استخدام الأشياء بها. ستفشل العديد من التصاميم الجديدة ولن يتمكن الكثير منها من الوصول إلى السوق. في نهاية المطاف تصبح بعض التصاميم عتيقة. عملية التصميم نفسها يمكن أن تكون محبطة للغاية عادة ما تأخذ 5 أو 6 محاولات للحصول على تصميم المنتج بشكل صحيح. المنتج الذي يفشل في السوق لأول مرة قد يعاد طرحه في السوق مرتين أخريين. إذا استمر الفشل، يعتبر المنتج ميتًا لأن السوق تعتقد أنه فشل تفشل معظم المنتجات الجديدة، حتى لو كانت فكرة رائعة.
ترتبط جميع أنواع تصميم المنتجات بشكل واضح بالصحة الاقتصادية لقطاعات التصنيع. يوفر الابتكار الكثير من الزخم التنافسي لتطوير منتجات جديدة، حيث تتطلب التكنولوجيا الجديدة تفسيرًا جديدًا للتصميم. لا يتطلب الأمر سوى شركة مصنعة واحدة لإنشاء نموذج منتج جديد لإجبار بقية الصناعة على اللحاق بالركب - مما يغذي المزيد من الابتكار. المنتجات المصممة لمنفعة الناس من جميع الأعمار والقدرات - بدون عقوبة لأي مجموعة - تستوعب سكاننا المتورمين في السن من خلال توسيع الاستقلالية ودعم الاحتياجات المادية والحسية المتغيرة التي نواجهها جميعًا مع تقدمنا في العمر.

## تصميم المنتج وإدارة سلسلة الإمداد[5]
يمكن أن يكون تصميم المنتج أيضًا آلية مهمة لتنسيق أنشطة المشاركين الرئيسيين في سلسلة التوريد. وبما أن المؤسسات تقوم بتعهيد خارجي لإنتاج التجميعات الفرعية والمكونات، فقد تطلب أيضًا من الموردين المشاركة في تصميم المنتج. وحيث أنهما يستعانان بقدرات على التصميم، فمن الضروري أن يديروا وينسقوا تدفق المعلومات بين المشاركين في سلسلة التوريد. يمكن أن يكون هذا مهمًا بشكل خاص حيث تقوم الشركات بالاستعانة بمصادر خارجية لموردين أو أكثر. الآن، قد يكون هناك واجهات تصميم مهمة بين اثنين أو ثلاثة أو أكثر من الموردين. يجب أن تدار هذه الواجهات بشكل صحيح لضمان تصاميم فعالة من حيث التكلفة وفي الوقت المناسب.

## تصميم المنتج والبيئة
تعتبر المنظمات أن تصميم المنتج نشاطًا حيويًا لإنتاج منتجات صديقة للبيئة. تدرك المنظمات بشكل متزايد أن كونها مواطنين صالحين للشركات يزيد من المبيعات. بدأت مطاعم الوجبات السريعة في برامج إعادة التدوير وإعادة تصميم مواد وأنظمة التغليف استجابةً لمخاوف العملاء. في حالات أخرى، أن يكون المرء مواطناً صالحاً للشركات ويحمي موارد الطاقة المتجددة للشركة معاً. هناك فرص مربحة للجميع، حيث يمكن لأي منظمة أن تقوم في الواقع بتصميم المنتجات والعمليات التي تقلل التكاليف وتزيد الأرباح من خلال استعادة الملوثات والحد من النفايات الصلبة.

## القضايا القانونية والأخلاقية في تصميم المنتج[6]
ما هي مسؤولية المنظمة ومديريها لمعرفة أن السلع والخدمات التي تنتجها لا تضر بالمستهلكين؟ من الناحية القانونية، من الواضح جدًا أن المنظمات مسؤولة عن تصميم منتجاتها واستخدامها الآمن. يتمتع المستهلكون الذين يعتقدون أنهم أصيبوا بأضرار بسبب سلعة أو خدمة سيئة التصميم، بملتمس قانوني بموجب القوانين المدنية والجنائية على السواء. في كثير من الأحيان، لا يتم تسوية سوى الجرائم الأكثر خطورة وضوحاً على هذا النحو. أكثر صعوبة القضايا الأخلاقية في تصميم المنتج نتيجة عندما تكون الأدلة ليست واضحة. على سبيل المثال، ما هي مسؤوليات الشركة المصنعة لأداة الطاقة فيما يتعلق بسلامة المنتج؟ هل يتحمل صانع المنشار الكهربائي مسؤولية تصميم منتجه بحيث يصعب على الطفل أن يعمل؟ لنفترض أن أحد الوالدين يستخدم منشار كهربائي ويتم استدعائه بعيدًا إلى الهاتف لبضع دقائق. قد يتجوّل طفل في العاشرة من عمره، اضغط على الزناد ويصاب بجروح خطيرة. تصميم المنشار بحيث يكون لديه مفتاح قفل بسيط وغير مكلف، والذي يجب الضغط عليه في وقت واحد عندما يتم الضغط على الزناد من شأنه أن يزيد من صعوبة وقوع الحادث. ما هي مسؤولية الوالد؟ ما هي مسؤولية الشركة؟

## العوامل التي تؤثر على تصميم المنتج[7]

### كلفة
أحد العوامل الرئيسية التي تؤثر على تصميم المنتج هو تكلفة الإنتاج بما في ذلك تكاليف المواد وتكاليف العمالة. وهذا بدوره يؤثر على إستراتيجية التسعير، التي يجب أن تتماشى مع ما يكون العميل مستعدًا لدفعه مقابل ذلك

### بيئة العمل
يجب أن يكون المنتج سهل الاستخدام وأن يوفر الراحة في وظيفته. باستخدام القياسات المريحة، قد يلزم إجراء تغييرات طفيفة أو رئيسية لتصميم المنتج لتلبية المتطلبات الأساسية.

### المواد
ما إذا كانت المواد المطلوبة متوفرة بسهولة يعتبر اعتبارًا مهمًا في تصميم المنتج. بالإضافة إلى ذلك، يجب أن تبقى العين على التطورات الجديدة في المواد والتكنولوجيا.

### متطلبات العميل
أحد التأثيرات الرئيسية والواضحة على التصميم على المنتج هو العميل ومتطلباته. من الأهمية بمكان التقاط ملاحظات العملاء على أي نموذج أولي وكذلك أثناء مراحل التخطيط والمفاهيم. قد تحتاج حتى إلى ميزة متقدمة ومتطورة من الناحية التكنولوجية لإزالة إذا كان يسبب مشاعر لا مبالاة أو سلبية في المستخدم النهائي.

### هوية الشركة
تُعد هوية الشركة نقطة فخر، وبالطبع، قد يتم تحديد مخططات أو ميزات التصميم أو الألوان الخاصة بالمنتج بواسطة هذه الهوية. قد يحتاج الشعار إلى الظهور بطريقة محددة أو قد تكون هناك حاجة إلى تضمين السمات الخفية أو العلنية لهوية الشركة في التصميم.

### جماليات
قد يحتاج المنتج إلى الظهور بأناقة أو شكل معين. قد ينتهي هذا النموذج بتحديد التقنية التي تم تضمينها في المنتج. وقد يؤثر هذا بدوره بدوره على عملية التصنيع التي يجب اتباعها.

### حضاره
إذا كان المنتج مخصصًا لسوق معين مع ثقافته الفردية، فيجب أن يوضع هذا في عين الاعتبار أثناء تصميم المنتج. قد يكون المنتج المقبول في ثقافة ما مسيئًا أو غير مرغوب به في ثقافة أخرى.

### موضه
قد تؤثر الموضة والاتجاهات الحالية أيضًا على تصميم منتج معين. يرغب العملاء في الحصول على أحدث الخيارات، ويجب مراعاة ذلك أثناء تصميم المنتج

### بيئة
هناك اعتبار آخر لتصميم المنتج هو تأثيره على البيئة. قد يكون متوسط العملاء في هذه الأيام أكثر اهتمامًا واهتمامًا بالبيئة عن ذي قبل. قد تتضمن الأشياء التي يجب مراعاتها هنا ما إذا كانت المواد المستخدمة قابلة لإعادة التدوير، وكيف سيتم التخلص من المنتج في نهاية حياته أو كيفية التخلص من العبوة.

### المهام
كم عدد المشاكل التي يحاول المنتج حلها؟ سيؤثر عدد الاستخدامات ووظائف المنتج على تصميمه.

## أمثلة من تصميم المنتج الناجح
أبل أي فون

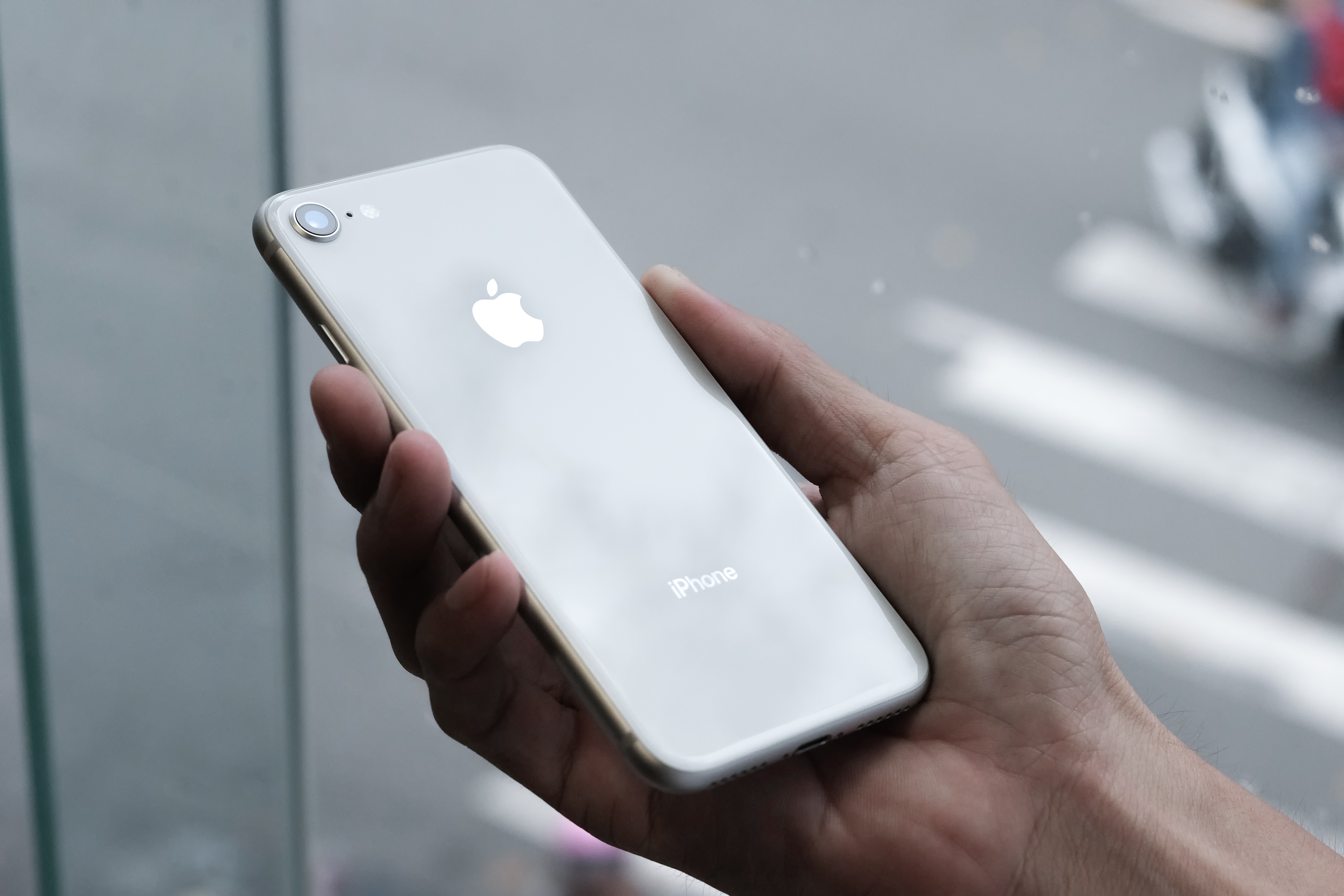

تصنف أبل باستمرار باعتبارها واحدة من أكثر الشركات ابتكارا في العالم. على الرغم من أنها لم تكن ناجحة في البداية، فقد تمكنت شركة Apple من إنشاء منتجات فريدة من نوعها ذات تصميمات فائقة ذات جاذبية كبيرة مع المستخدمين النهائيين. أحدث هاتف آبل iPhone ثورة في سوق الهواتف الخلوية بفضل ميزاته المبتكرة وتصميمه البسيط وكونه الداعم بالكامل من خلال متجر التطبيقات. على الرغم من أنها لم تكن رائدة في مجال الهواتف الذكية، إلا أن شركة أبل كانت ناجحة للغاية لأنها أنشأت منتجًا رائعًا يمنح المستخدم تجربة استخدام فائقة.
بورش كايين

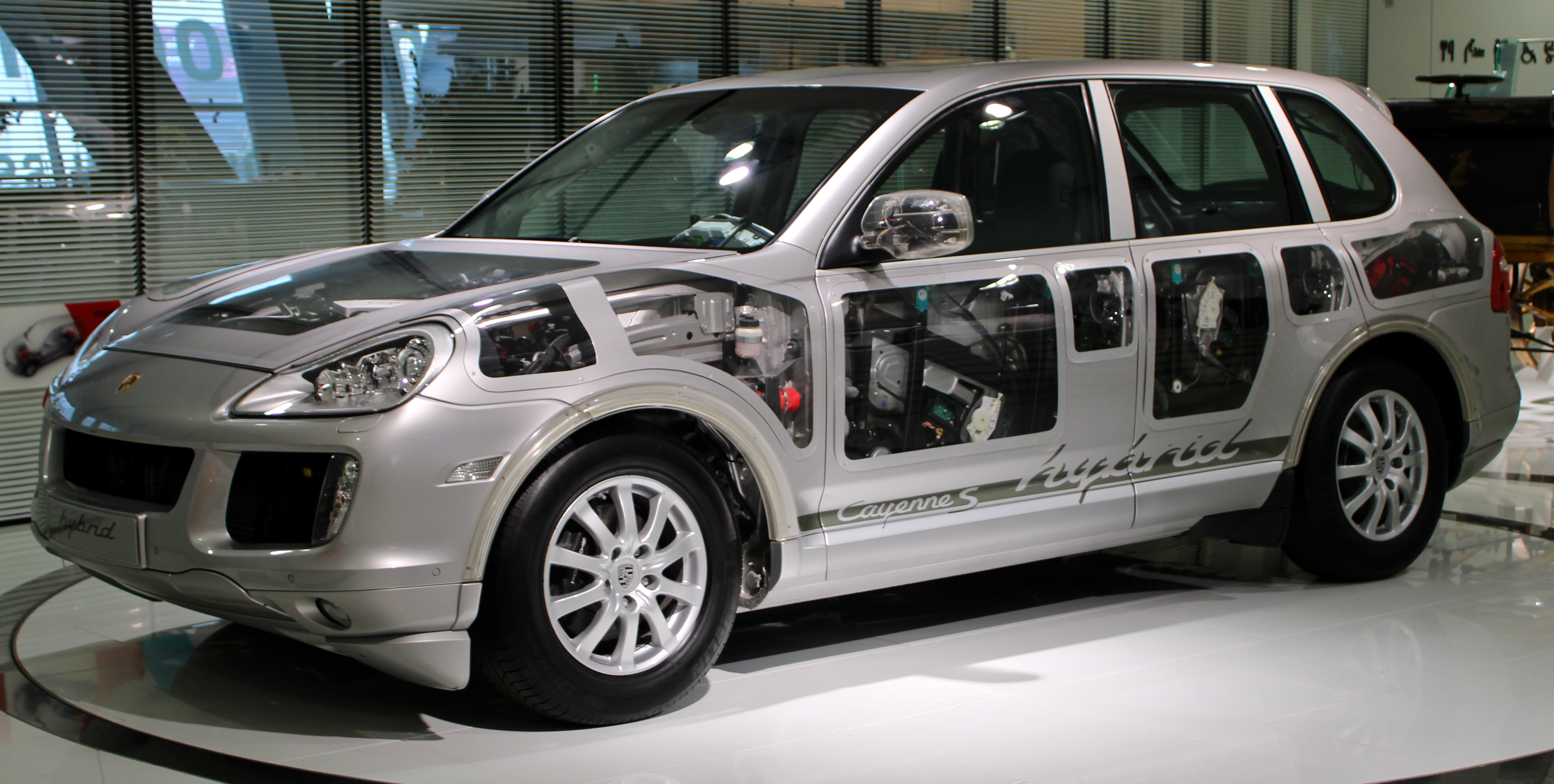

ودخلت بورشه، وهي شركة سيارات رياضية محترمة مرغوبة، سوق سيارات الدفع الرباعي قبل بضع سنوات. يُعتقد أن سيارة الخدمات الرياضية مملّة ولديها تعريفات عامة واسعة للنفعية. سعت بورش، من خلال كاين، إلى الجمع بين العقلانية والعاطفية. من خلال تصميم المنتجات المركزة، تمكنت الشركة من بناء سيارة دفع رباعي تتمتع بجميع الميزات الضرورية لهذه الفئة من السيارات ولكن مع تجربة قيادة أي سيارة بورش أخرى. وقد أدى هذا إلى تحقيق مبيعات ناجحة وجعل هذه السيارة منتجًا متميزًا في سوق جديد لعلامة تجارية متميزة.

## مراحل عملية التصميم
تتكون نظام عملية التصميم من المراحل المتسلسلة التالية:
1. تحديد احتياجات الزبون والمنتج
2. ابتكار تصميم لنظام أو منتج جديد قد يفي بهذه الاحتياجات
3. بناء، تقيمم، ومحاكاة نموذج للتصميم المقترح
4. اختيار أفضل تصميم عن طريق التحليل الأفضلي بين الأنظمة
5. تحديث احتياجات الزبون، ومساءلة إرضاء احتياجاته في النظام المقترح
6. بناء نموذج تجريبي للنظام المقترح
7. إعادة تقييم النموذج التجريبي مع احتياجات الزبون لمعرفة مدى ملائمته
8. بناء واختبار نسخة من النظام أو المنتج ما قبل مرحلة الإنتاج وتقيمم عملية التصنيع.
9. إعادة تقييم النسخة التجريبية ما قبل التصنيع مع احتياجات الزبون لمعرفة مدى ملائمتها
10. بناء واختبار نظام التصنيع للتصميم الجديد
11. تسليم النظام أو المنتج الجديد للزبون ومتابعة الدعم الفني